# HS3ST6
HS3ST6 (англ. Heparan sulfate-glucosamine 3-sulfotransferase 6) – білок, який кодується однойменним геном, розташованим у людей на 16-й хромосомі. Довжина поліпептидного ланцюга білка становить 342 амінокислот, а молекулярна маса — 37 186.
| 10         |  | 20         |  | 30         |  | 40         |  | 50         |
| ---------- |  | ---------- |  | ---------- |  | ---------- |  | ---------- |
| MAGSGGLGGG |  | AGGGQGAGAG |  | QGAALRASRA |  | PMLLVALVLG |  | AYCLCALPGR |
| CPPAARAPAP |  | APAPSEPSSS |  | VHRPGAPGLP |  | LASGPGRRRF |  | PQALIVGVKK |
| GGTRALLEFL |  | RLHPDVRALG |  | SEPHFFDRCY |  | ERGLAWYRSL |  | MPRTLDGQIT |
| MEKTPSYFVT |  | REAPRRIHAM |  | SPDTKLIVVV |  | RNPVTRAISD |  | YAQTLSKTPG |
| LPSFRALAFR |  | HGLGPVDTAW |  | SAVRIGLYAQ |  | HLDHWLRYFP |  | LSHFLFVSGE |
| RLVSDPAGEV |  | GRVQDFLGLK |  | RVVTDKHFYF |  | NATKGFPCLK |  | KAQGGSRPRC |
| LGKSKGRPHP |  | RVPQALVRRL |  | QEFYRPFNRR |  | FYQMTGQDFG |  | WG         |

A: Аланін

C: Цистеїн

D: Аспарагінова кислота

E: Глутамінова кислота

F: Фенілаланін

G: Гліцин

H: Гістидин

I: Ізолейцин

K: Лізин

L: Лейцин

M: Метіонін

N: Аспарагін

P: Пролін

Q: Глутамін

R: Аргінін

S: Серин

T: Треонін

V: Валін

W: Триптофан

Кодований геном білок за функцією належить до трансфераз. 
Локалізований у мембрані, апараті гольджі.